# 吾买尔阿吉·阿不都林
吾买尔阿吉·阿不都林（？—？），塔塔尔族，新疆塔城人，清朝商人、教育家。

## 生平
1901年，吾买尔阿吉修建伊山赛提清真寺。该寺和寺塔的设计及建造者均为伊尼斯依提大毛拉，后来他出任该寺伊玛目。
塔城塔塔尔人富商吾买尔阿吉·阿不都林将儿子阿布都热合曼等几位青年送到俄国喀山学习，他们回国后吾买尔阿吉1910年出资在塔城喀什清真寺旁开办了设有三个班的“吾买尔亚”学校。起初该校只招收新疆各族男生，后来也招收了一批女生，成为新疆第一所男女混合学校。
吾买尔阿吉逝世后，其麻扎建在伊山赛提清真寺，现已无存。